# Zabłocie (gmina w województwie zielonogórskim)
Zabłocie (tuż po wojnie Zabłonie, niem. Sablath; od 1973 Krzystkowice) – dawna gmina wiejska istniejąca w latach 1945–1954 w woj. wrocławskim i woj. zielonogórskim (dzisiejsze woj. lubuskie). Siedzibą władz gminy było Zabłocie (Zabłonie).
Gmina Zabłonie powstała po II wojnie światowej na terenie tzw. Ziem Odzyskanych (tzw. II okręg administracyjny – Dolny Śląsk). 28 czerwca 1946 gmina – jako jednostka administracyjna powiatu żarskiego – weszła w skład nowo utworzonego woj. wrocławskiego. Według stanu z 28 czerwca 1946 gmina liczyła 692 mieszkańców. Krótko po tym włączono do niej zniesioną gminę Balków oraz pozbawione praw miejskich Krzystkowice.
6 lipca 1950 gmina wraz z całym powiatem żarskim weszła w skład nowo utworzonego woj. zielonogórskiego. Według stanu z 1 lipca 1952 gmina składała się z 24 gromad: Białków, Białowice, Biedrzychowice Dolne, Bieszków, Budziechów, Chocimek, Cieszów, Dąbrowiec, Guzów, Janowice, Jasień, Krzystkowice, Krzywa, Lutol, Łagoda, Małowice, Mirkowice, Mokra, Roztoki, Stara Woda, Tuchola Żarska, Wicina, Włostów i Zabłocie.
Gmina została zniesiona 29 września 1954 wraz z reformą wprowadzającą gromady w miejsce gmin. Jednostki nie przywrócono 1 stycznia 1973 wraz z kolejną reformą reaktywującą gminy.